# Caza en la laguna
La Caza en la laguna es una pintura al óleo sobre tabla de 76 x 65 cm de Vittore Carpaccio, que data alrededor de 1490-1495 y se conserva en el Museo Getty de Los Ángeles.

## Descripción y estilo
Antiguamente perteneciente a la colección Busiri-Vici, posteriormente fue reconocida como la parte superior del panel Dos damas venecianas del Museo Correr (separadas antes del siglo XIX), aclarando la iconografía de ambas pinturas. De hecho, la obra muestra un fragmento de la vida cotidiana de la alta sociedad veneciana, caballeros cazando cormoranes en la laguna con arco y flechas, mientras las damas esperan pensativas el regreso de sus maridos desde una logia en primer plano. El lirio de gran tamaño, que se puede ver brotando en el extremo inferior del panel, en realidad corona el tallo que aparece en un jarrón en el balcón de las mujeres. La veta idéntica de la madera confirmó entonces la hipótesis. Las bisagras y el pestillo de esta parte superior del panel sugieren que se utilizó como contraventana decorativa para una ventana o como puerta plegable de un armario. Otro panel del mismo tamaño que el cortado y separado estaría a la izquierda, unidos mediante bisagras formando un díptico.
Se trata de una obra ligada a sus grandes ciclos de lienzos como los de la Historia de Santa Úrsula, en los que el color está lleno de valores atmosféricos que hacen que el aire circule como por una ventana abierta.
La vista de la laguna se representa desde una perspectiva alta, con gran atención a los detalles naturalistas y vinculados a las actividades humanas. Tres embarcaciones de fondo plano con remeros se deslizan silenciosamente, convergiendo sobre una pareja de aves acuáticas a las que apuntan los arqueros. No utilizan flechas sino bolas de arcilla para aturdir a los animales y no dañar su plumaje, que será aprovechado. Un arquero acaba de disparar a un cormorán y caer al agua. Al fondo se ven otras embarcaciones, unas chozas rodeadas de juncos, juncales y una montaña al fondo, despejada por la niebla. El cielo está salpicado de nubes y se aclara hacia el horizonte, como al amanecer. Una bandada de pájaros vuela formando la típica "V".
La tabla tiene por el reverso una composición ilusionista que simula un estante para cartas. Se lo considera una de los primeras composiciones en trampantojo realizadas desde finales de la Antigüedad.

## Historia
Separada de su parte inferior en fecha incierta, la pequeña tablilla tal como se la conoce hoy ya formaba parte de la colección del cardenal Fesch, un gran coleccionista de principios del siglo XIX así como tío de Napoleón. Tras la caída de Napoleón en Francia en 1815, el cardenal llevó la obra a Roma y tras su muerte, en 1845 la obra salió a subasta junto con muchas otras obras de su inmensa colección.  La obra fue luego adquirida por el marqués Gian Paolo Campana, otro gran coleccionista romano de la época, quien a su muerte la legó a su bisnieto Camillo Benucci, quien a su vez la confió al anticuario Sebasti, que tenía una tienda en Campo Marzio en Roma. En ese momento, la tabla no era del todo legible, con capas superficiales de suciedad y sin atribución. 
En 1944, el anticuario Sebasti mostró el panel al arquitecto Busiri Vici, quien a pesar de las capas de suciedad, vislumbró la calidad de la obra y lo compró por la mísera suma de 80.000 liras.  Limpiado y restaurado a su esplendor original por el restaurador Matteucci, se podría estudiar una atribución más precisa, acercándolo inmediatamente a Vittore Carpaccio.
Busiri Vici, que se esforzó por estudiar minuciosamente la historia de los distintos pasajes de colección en colección de la tabla, dio demasiada publicidad al descubrimiento y el anticuario Sebasti, al enterarse de la importante atribución que se le asignaba a la obra, abrió un pleito contra el arquitecto alegando su ignorancia frente a sus conocimientos, logrando obtener una indemnización de dos millones de liras.  
Mientras tanto, la Superintendencia no reconoció el trabajo y, por lo tanto, dio luz verde a la exportación a Suiza. El panel permaneció en una colección privada hasta su ubicación actual dentro de la colección del Museo Getty de Los Ángeles, ahora en Malibú, que lo compró en 1972.

## Imágenes relacionadas

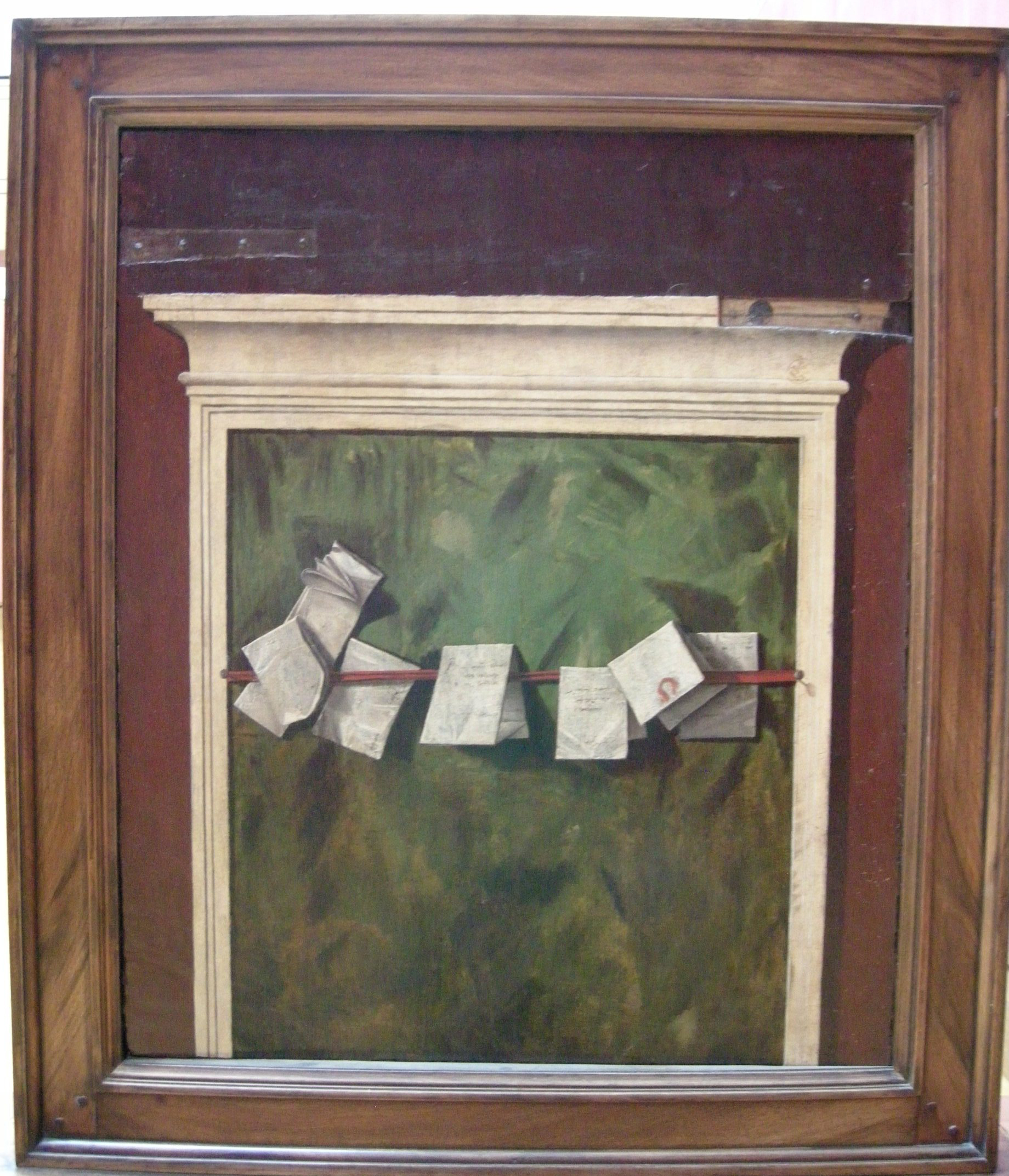
El reverso.
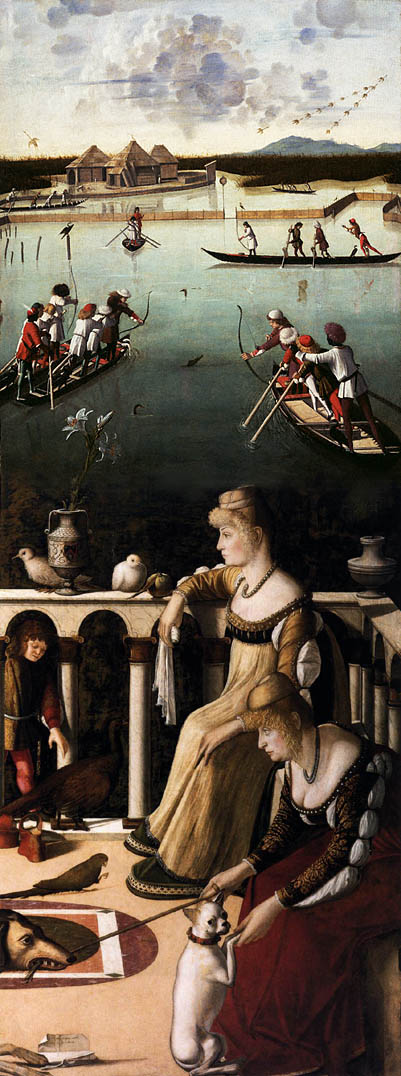
Reconstrucción del aspecto original de la obra.